# Бетон (гурт)
Бетон — український панк-рок гурт зі Львова. Дискографія гурту нараховує три повноформатні альбоми.  

## Історія
Раніше учасники гурту брали участь у проєкті Абу-Касимові Капці.
У квітні 2020 року гітарист гурту Андрій Жолоб опублікував у Facebook коломийку “Ой ковіде-ковідоньку, ковіде, ковіде, не так видко тотих хорих, єк тотих, хто гнида”, після чого у мережі розгорнувся антиковідівський коломийковий флешмоб.
У грудні 2020 року гурт "Бетон" записав пісню "Electorate", за словами музикантів "пісня була записана відразу після виборів чинного президента України".
У березні 2022 року "Бетон" презентували пісню "Kyiv Calling" — кавер на пісню британського гурту The Clash "London Calling". Записали пісню на студії Africa.records у Львові. Новий трек був зведений в Лос-Анджелесі музичним продюсером Денні Сейбером, колишнім учасником Black Grape, який працював з Девідом Бові та The Rolling Stones. 20 березня 2022 року "Бетон" оприлюднив відео на офіційний кавер. Відео містить кадри, які були відзняті друзями, родиною, колегами та волонтерами гурту в українських містах, які найбільше постраждали від російських обстрілів під час повномасштабного російського вторгнення в Україну, яке є частиною російсько-української війни. 

Американський музичний журнал Rolling Stone написав про кавер львівського гурту:
Хардкор тріо "Бетон" переписало «London Calling» з дозволу вцілілих учасників Clash як гімн опору проти російського вторгнення.
В січні 2023 року записали разом із канадським гуртом Billy Talent пісню «Ми не самі». Пісню створено в рамках проєкту Ukrainian Artists United, мета якого полягає в демонстрації українського культурного опору під час війни.
21 листопада 2023 гурт випустив пісню "46" присвячену 46 бригади ДШВ ЗСУ.
Гурт виступав на фестивалях в Україні: Західфест (2018, 2019, 2021); НебуХай-Фест (2018 і 2019); фестиваль Тарасова Гора (2020); фестиваль Дорога На Січ (2021), Файне Місто (2024)

## Склад
- Богдан "Рамонич" Гринько — ударні, вокал
- Олег "Гуліч" Гула — бас, вокал
- Андрій "Шпоп" Жолоб — гітара, ведучий вокаліст

Гітарист гурту Андрій Жолоб працює лікарем-травматологом та ведучим на радіо . Майже два роки працював лікарем-командиром медичної роти 46-ї окремої аеромобільної бригади Десантно-штурмових військ ЗСУ. Призначений керівником Центру надання послуг учасникам бойових дій у Львові .

## Дискографія
- 2017 — Йди сюда!
- 2019 — Нічого святого
- 2021 — Тільки для своїх
- 2025 — Юніті